# Orlando furioso (Vivaldi, 1714)
Orlando furioso RV 819, es una ópera con música de Antonio Vivaldi que sobrevive en manuscrito en la biblioteca personal de Vivaldi, sólo parcialmente relacionada con su más conocida Orlando furioso (RV 728) de 1727. Es una recomposición de un Orlando furioso escrita por Giovanni Alberto Ristori en 1713, cuya partitura sobrevive en unos pocos fragmentos permanecieron en la partitura de RV 819. Por lo tanto, el primer catalogador de Vivaldi, Peter Ryom, no asignó a la ópera un número RV, pero lo catalogó como RV Anh. 84.

## Autoría
Federico Maria Sardelli, según los estudios de Reinhard Strohm, arguye que Orlando RV 819 fue totalmente recompuesto por Vivaldi, comenzando por la ópera original de Ristori que el propio Vivaldi había cambiado ya durante las numerosas representaciones de la temporada de 1713. Le dio el número de catálogo RV 819. Una de las posibilidades es que Vivaldi evitó poner su propio nombre en la ópera al haber asumido él mismo hacía poco la dirección del Teatro San Angelo. En contra de esto, otros consideran que el grueso de la ópera es una copia de la obra perdida de Ristori.

## La ópera
A diferencia del Orlando furioso (RV 728) de 1727, en que el papel de Orlando lo canta una mezzo o un castrato, la ópera de 1714 asigna el rol titular a un barítono. El tercer acto falta y el resto de la partitura (evidentemente usada en representaciones por el compositor) está incompleta. Se han perdido dos arias, siete arias están incompletas (sólo la partr de bajo sobrevive) y tres arias son idénticas con las que se conservan en RV 727 y RV 729.

## Grabación
El sello francés Naïve, que ya había grabado el más famoso Orlando furioso y Orlando finto pazzo para su Edición Vivaldi, lanzó una grabación del estreno, el 20 de julio de 2012, en el Festival de Beaune, con Sardelli dirigiendo Modo Antiquo y cantantes que incluían a Riccardo Novaro como Orlando, Gaëlle Arquez como Angelica, Romina Basso como Alcina y Teodora Gheorghiu como Bradamante. Dada la naturaleza intensamente defectuosa del manuscrito que ha sobrevivido, Sardelli tuvo que reconstruir o componer ex novo las siete arias incompletas, en estilo vivaldiano.